# Агенор (син на Триоп)
Вижте пояснителната страница за други значения на Агенор.
Агенор (на старогръцки: Ἀγήνωρ, Agenor) в гръцката митология е син на царя на Аргос Триоп и брат на Иас, Месена, Пеласг и Ксантос.
Брат му Иас наследява баща им Триоп на трона на Аргос. Агенор е командир на конницата на баща си и напада съседните територии.
Агенор е баща на Кротоп, който става наследник на чичо си Иас.